# Variaties (Sciarrino)
Variaties voor cello en orkest is een compositie van de Italiaanse componist Salvatore Sciarrino geschreven in 1974. De eerste uitvoering vond plaats in Saarbrücken, onder leiding van Hans Zender en solist Klaus Kanngiesser.
Het werk is gecomponeerd voor cello en een symfonieorkest in de volgende samenstelling:
- 3 dwarsfluiten, 3 hobo's, 3 klarinetten en 3 fagotten;
- 4 hoorns, 3 trompetten, 3 trombones, 1 tuba
- veel percussie, harp, celesta en piano
- violen (12 eerste, 8 tweede), 6 altviolen, 6 celli en 4 contrabassen.

Gezien deze vrij grote bemanning van het orkest zou men verwachten dat het werk geworteld is de romantiek met haar volle klanken (denk aan Mahlers eerste symfonie etc.). Men komt dan bedrogen uit; Sciarrino is de componist van het muziekfluisteren. De geluidssterkte komt behalve een aantal fragmenten niet boven piano uit. Het werk is daarom nog niet zonder dynamiek, de verschillen spelen zich af tussen complete stilte en de eerder genoemde pianosterkte. Om te voorkomen dat de geluidssterkte in deze orkestsamenstelling "uit de hand" loopt, laat hij alle muziekinstrumenten waarbij dat mogelijk is flautando, flageolet of zelfs helemaal niet spelen (bijvoorbeeld alleen geratel met kleppen). Het geheel doet onwerelds aan en lijkt eerder uit de Musique Concrète te zijn ontsnapt, alleen nu niet met elektronica maar met "natuurlijke" muziekinstrumenten. De toepassing van flautando en flageolet geven het werk een vluchtige klank, als of de natuurlijke klanken van de instrumenten wegwaaien.
Tegenover de instrumenten waarbij die technieken mogelijk zijn, staan de percussie-instrumenten. Eén van deze instrumenten vormt de grond voor het geheel; een herhalend gedonder in de verte zorgt voor de voortgang in met name het eerste deel van dit eendelig werk. De cellosolist speelt af en toe een gewone toon, maar speelt 99,9 % flautando en flageolet. Het werk zou omschreven kunnen worden als een concert, maar daarvoor ontbreekt het aan de structuur van een dergelijke compositievorm.

## Discografie
- Uitgave Kairos ; RAI Nationaal Symfonie Orkest o.l.v. Tito Ceccherini met solist Francesco Dillon